# ヴェオリア・エンバイロメント
ヴェオリア・アンビロンヌマン (仏: Veolia Environnement S.A., 通称ヴェオリア) は、フランス・パリ16区のエトワール凱旋門至近クレベール大通りに本社を置く、多国籍総合環境サービス企業、あるいはコングロマリットである。ユーロネクスト・パリ上場企業 (Euronext: VIE )。

## 概要
ヴェオリアグループは3つの環境サービス事業グループと1つの交通事業グループで構成され、それぞれが法人として独立している。グループ全体として総合環境サービス事業会社として事業を展開している。70の国に事業拠点を有する。

### 水処理事業
世界各国の行政府や地方公共団体、独自の水処理施設を保有する民間企業を対象に、上下水道水・工業用水処理施設のコンサルティング・設計・建設・維持管理、料金徴収までを受託する。160年以上の歴史を持つヴェオリアの創業以来の本業ともいうべき事業である。

### エネルギー事業
エネルギー事業を担当する会社として、「ヴェオリア・エネルギー」がある。ヴェオリア・エネルギーはヨーロッパ最大手のエネルギー事業会社であり、地方自治体や民間企業の保有する施設のエネルギー効率化を中心に、省エネルギー設備の導入や設備保全も行っている。エネルギー事業のグループで4万9000人の従業員を抱え、2012年の売上高は7.6億ユーロ。収入の88%はヨーロッパ地域での事業収入である(フランス本国42%、そのほかヨーロッパ地域46.5%)。

### 廃棄物処理事業
廃棄物処理事業を担当する会社として、「ヴェオリア・エンバイロメンタル・サービス」がある。ヨーロッパ最大の廃棄物処理事業会社であり、従業員数は6万4000人。自治体や民間企業から委託された一般・産業廃棄物収集業務や清掃工場での廃棄物処理が主な収入であるが、焼却やリサイクル、最終処分場での埋め立てまでを行う。また、清掃業や土壌改善事業も行っている。

### 交通事業
ヨーロッパ最大の交通事業会社。自治体や民間企業から委託を受けて、鉄道・バス・地下鉄・タクシーなど、公共交通に関わる全般と貨物列車による荷物輸送とそれに関連する物流事業を行っている。

### 財団法人
営利事業ではないが、途上国への医療的支援・環境整備を担当する「ヴェオリア・エンバイロメント財団」を保有する。フランス赤十字社との協同で途上国支援・環境整備、雇用の確保の支援を行っている。日本国内での活動としては2011年3月11日に発生した東日本大震災で被災した宮城県南三陸町の仮設住宅に住む住民のために移動式緊急浄水設備を無償譲渡した。

## 歴史
創業は1853年。フランスリヨン市でナポレオン3世の勅令により、ジェネラル・デ・ゾー(CGE)として創業されたのがヴェオリアの始まりである。ジェネラル・デ・ゾー社はフランス国内で初の民間水道事業受託会社であり、最初に締結した契約はリヨン市に100年間水道水を供給することであった。そして7年後、首都パリにも50年間の水道水を供給する契約を締結した。ジェネラル・デ・ゾー社はリヨン市での水道事業のノウハウを蓄積し、フランス国外の水道事業にも進出していく。1880年、イタリアヴェネツィアに進出、1882年にはポルトガルにも進出した。
ジェネラル・デ・ゾー社のビジネスモデルは地方自治体(コミューン)の水道事業を受託し、それから得られる安定した収入を元に研究開発や新規参入や事業買収、サービスの拡充をしていくもので、1919年にはパリでの廃棄物収集事業にも参入した。
創業されて約100年間、ジェネラル・デ・ゾー社は水処理事業中心に事業展開をしていたが、1976年に最高経営責任者にGuy Dejouanyが就任するとさらに積極的なM&Aを進めていくことになる。現在の公共交通事業会社であるコネックスや廃棄物処理事業会社のオニキスエンバイロメント、エネルギー事業会社のMontenayグループの買収を実行。総合環境サービス事業会社として成長をした。
1996年、ジャン・マリ・メシアが最高経営責任者に就任すると、携帯電話事業やケーブルテレビ(Canal+)等の分野でM&Aを実行し、メディア分野へも進出した。1998年、ジェネラル・デ・ゾー社はヴィヴェンディへと商号変更をし、2000年にはユニバーサル・スタジオを買収。ヴィヴェンディ社は水処理・エネルギー・廃棄物処理・公共交通・テレビ放送・携帯電話・出版・音楽・映画・テーマパーク等の事業を抱える多国籍複合企業となった。
2000年にヴィヴェンディ・ユニバーサルと商号変更をし、パリ証券取引所・ニューヨーク証券取引所に上場を果たしたが、メディア事業での同業他社との競争が激しく、赤字に転落。さらに粉飾決算の指摘と赤字転落の責任を取り、ジャン・マリ・メシアは退陣を表明。経営再建を目的としてメディア事業のヴィヴェンディ・ユニバーサルと環境サービス事業のヴィヴェンディ・エンバイロメントの2社に分社することになった。
2003年にはヴィヴェンディ・エンバイロメントからヴェオリア・エンバイロメントへと商号変更をした。
2021年4月、同業スエズの買収で合意したことを発表、2022年2月、同社の株式買収を完了した。

## 日本におけるヴェオリア
日本では、「ヴェオリア・ジャパン株式会社」（2002年設立）と「ヴェオリア・ジェネッツ株式会社」（1997年設立）の2法人がある。自治体向けの上水・下水処理施設の運転維持管理や水道管路の維持管理・漏水調査、各種産業向けの工場・商業施設の水処理設備向けのテクニカルサービス及び環境分析、再生可能エネルギー事業やプラスチックリサイクル事業を行っている。
本社オフィスはともに東京（ヨコソーレインボータワー）にあり、このほかヴェオリア・ジェネッツ株式会社は全国8カ所に支店および営業所を持つ。

## 関連事項
- ヴィヴェンディ
- 世界水会議